# Girolamo Colonna
Girolamo Colonna (ur. 23 marca 1604 w Orsogna, zm. 4 września 1666 w Finale Ligure) – włoski kardynał.

## Życiorys
Girolamo wywodził się z jednego z najstarszych i najpotężniejszych rodów arystokratycznych Italii. Był drugim z jedenaściorga dzieci księcia Paliano Filippo Colonny. Przeznaczono go do stanu duchownego i wysłano na studia najpierw do Rzymu, a następnie na uniwersytet w Alcalá de Henares w Hiszpanii. Uzyskał tytuł doktora obojga praw, po czym powrócił do Rzymu.
W 1627 siostra Girolamo, Anna Colonna, wyszła za Taddeo Barberiniego, bratanka urzędującego wówczas papieża Urbana VIII. W ramach kontraktu małżeńskiego między rodami Barberini i Colonna, Girolamo miał otrzymać kapelusz kardynalski. Urban VIII dotrzymał słowa i 30 sierpnia 1627 mianował Girolamo kardynałem, wstrzymując jednak publiczne ogłoszenie nominacji do 7 lutego 1628.
Girolamo Colonna jako kardynałem był wpierw diakonem Sant’Agnese in Agone (tytuł nadany 28 lutego 1628), następnie diakonem Santa Maria in Cosmedin (27 czerwca 1639), Sant’Angelo in Pescheria (14 marca 1644) i Sant’Eustachio (12 grudnia 1644), następnie prezbiterem San Silvestro in Capite (23 września 1652), Santa Maria in Trastevere (9 czerwca 1653) i San Lorenzo in Lucina (21 kwietnia 1659), by wreszcie na koniec zostać kardynałem biskupem Frascati (21 listopada 1661). Od 1629 aż do śmierci Colonna sprawował urząd archiprezbitera bazyliki laterańskiej. W latach 1632–1645 był także arcybiskupem Bolonii, jednak zrezygnował z tego stanowiska i osiadł ponownie w Rzymie. Zasiadał w Kongregacji ds. Obrzędów, Kongregacji ds. Soboru Trydenckiego, Kongregacji ds. Ceremoniału, Kongregacji ds. Biskupów i Zakonników, Kongregacji Świętego Oficjum Inkwizycji oraz Trybunale Apostolskiej Sygnatury Łaski. Nadto był w Kurii Rzymskiej protektorem zakonu kartuzów.
Girolamo Colonna uczestniczył w obchodach roku jubileuszowego 1650 oraz w konklawe 1644 i Konklawe 1655. Pod względem politycznym był zdecydowanym zwolennikiem stronnictwa prohabsburskiego. Od 1644 sprawował funkcję protektora Rzeszy Niemieckiej oraz królestwa Aragonii. W 1664 na wezwanie króla Hiszpanii Filipa IV wyjechał do Hiszpanii i został tam członkiem rady królewskiej. W 1666 powierzono mu zadanie odprowadzenia z Hiszpanii do Niemiec infantki hiszpańskiej Małgorzaty Teresy, która miała poślubić tam cesarza Leopolda I. Po zakończeniu tej misji Colonna udał się w drogę powrotną do Rzymu, jednak w klasztorze dominikańskim w Finale Marina koło Genui niespodziewanie zmarł w wieku 62 lat.